# Stanisław Winter

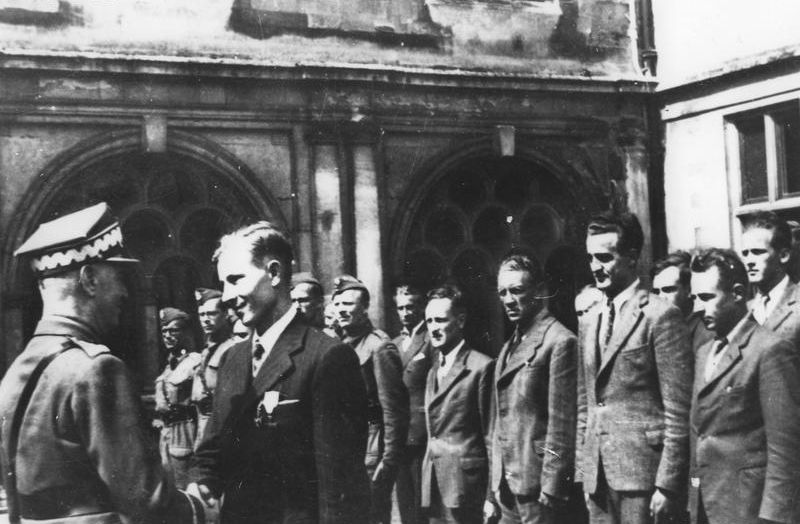
Gen. Władysław Sikorski w ośrodku szkoleniowym cichociemnych w Audley End dekoruje ppor. Michała Fijałkę Orderem Virtuti Militari. W pierwszym szeregu stoją od lewej po cywilnemu: ppor. Jan Woźniak, por. Bolesław Kontrym, por. Tadeusz Gaworski, por. Hieronim Łagoda, za nim ppor. Władysław Kochański, por. Leonard Zub-Zdanowicz, por. Stanisław Winter (28 sierpnia 1942 roku)

Stanisław Maciej Winter vel Stanisław Maciej Zimowski vel Jan Hryniewicz pseud.: Stanley, Chorąży, Biały, Stiopka, Rudy (ur. 9 lutego 1908 w Nowym Sączu, zm. 28 czerwca 1945 w Poznaniu) – oficer Wojska Polskiego II RP, Polskich Sił Zbrojnych i Armii Krajowej, kapitan piechoty, cichociemny.

## Życiorys
Po ukończeniu Państwowego Gimnazjum nr 2 im. Króla Bolesława Chrobrego w Nowym Sączu i zdaniu matury w 1927 roku rozpoczął studia prawnicze na Uniwersytecie Jagiellońskim, jednak przerwał je po 2 latach i został powołany do Szkoły Podchorążych Rezerwy Piechoty w Krakowie. Po wyjściu z wojska pracował jako urzędnik w urzędach skarbowych w Nowym Sączu i Limanowej. W roku 1934, jako podporucznik rezerwy posiadał przydział do 1 pułku strzelców podhalańskich w Nowym Sączu. 30 maja 1939 roku został skierowany do batalionu ON „Limanowa”.
We wrześniu 1939 roku walczył ze swoim batalionem, następnie w batalionie KOP „Żytyń”, po którego rozbiciu wrócił do Nowego Sącza, gdzie się ukrywał do 30 października. 1 listopada zaczął pracę jako urzędnik skarbowy w Limanowej, jednak zagrożony aresztowaniem przez Gestapo 22 listopada przekroczył granicę polsko-słowacką w drodze na Węgry, gdzie został internowany w obozie cywilnym. W styczniu 1940 roku dotarł do Francji, gdzie został przydzielony do 2 batalionu Szkoły Podchorążych w Camp de Coëtquidan na stanowisko adiutanta dowódcy batalionu. W czerwcu 1940 roku przedostał się do Wielkiej Brytanii, gdzie służył w 5 kompanii II batalionu 2 Brygady Strzelców, następnie w 4 Brygadzie Kadrowej Strzelców i 1 Samodzielnej Brygadzie Spadochronowej.
Zgłosił się do służby w kraju. Przeszedł szkolenie w zakresie dywersji i został zaprzysiężony 19 stycznia 1942 roku na rotę Armii Krajowej w Oddziale VI Naczelnego Wodza. W nocy z 1 na 2 września 1942 roku został zrzucony do kraju w ramach akcji „Chickenpox” dowodzonej przez por. naw. Radomira Walczaka (zrzut na placówkę odbiorczą „Igła” 18 km na zachód od centrum Warszawy, na skraju Puszczy Kampinoskiej). Po aklimatyzacji dostał w październiku przydział do Okręgu Nowogródek AK, gdzie w styczniu 1943 roku objął stanowisko komendanta Obwodu Nieśwież AK. Jego obwód został rozbudowany do siły batalionu (ok. 500 żołnierzy), zintensyfikowano działalność dywersyjną i partyzancką, szczególnie na linii kolejowej Baranowicze–Mińsk i szosie Brześć–Słuck. 1 maja 1944 roku został dowódcą III batalionu 78 pułku piechoty AK.
27 czerwca 1944 roku w ramach działań związanych z akcją „Burza” dowodzone przez niego dwie kompanie 78 pułku piechoty AK zostały otoczone i rozbrojone przez NKWD. Żołnierze zostali puszczeni wolno. Jednak 30 czerwca część oddziału została ponownie otoczona i tym razem wywieziona do łagru w Szuji. Wraz z podkomendnymi został następnie przewieziony do Białegostoku i wcielony do 9 Drezdeńskiej Dywizji Piechoty ludowego Wojska Polskiego, gdzie służył w stopniu kapitana jako dowódca 3 kompanii 26 pułku piechoty. 6 kwietnia 1945 roku został aresztowany przez Główny Zarząd Informacji pod zarzutem planowanej dezercji. 7 maja 1945 roku Wojskowy Sąd 2 Armii Wojska Polskiego skazał go na karę śmierci. Wyrok został wykonany w ruinach pruskiego zamku w Poznaniu przez funkcjonariuszy NKWD.
29 czerwca 1993 roku Izba Wojskowa Sądu Najwyższego uniewinniła Jana Hryniewicza (pod tym nazwiskiem Stanisław Winter występował przez cały okres od wcielenia go do LWP).

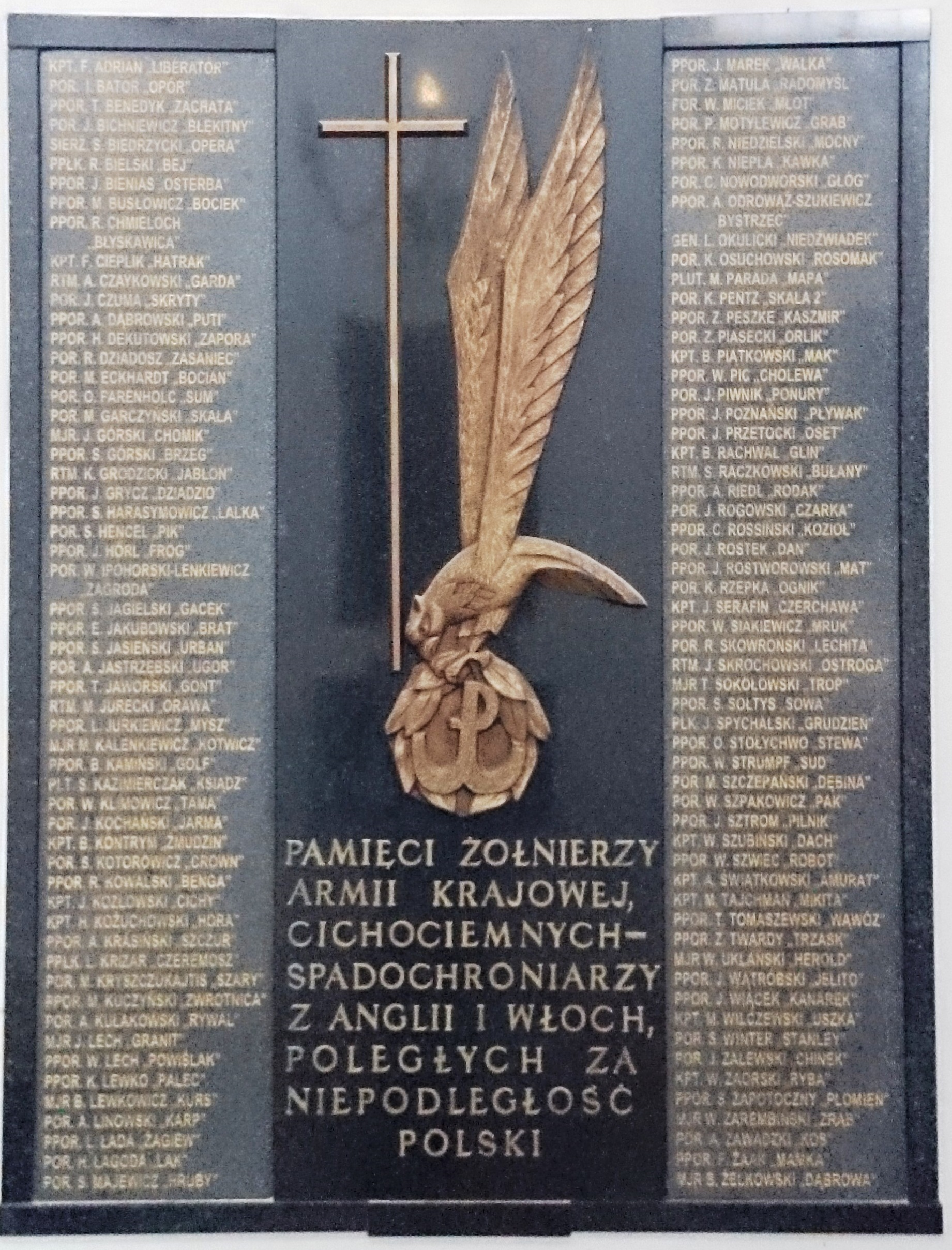
Tablica w kościele św. Jacka w Warszawie, upamiętniająca poległych cichociemnych, w tym Stanisława Wintera

## Awanse
- podporucznik – ze starszeństwem z dniem 1 stycznia 1933 roku[3]
- porucznik – ze starszeństwem z dniem 20 marca 1941 roku
- kapitan –

## Odznaczenia
- Krzyż Srebrny Orderu Virtuti Militari –14 lipca 1944 roku nr 13341[4]
- Srebrny Krzyż Zasługi z Mieczami.

## Życie rodzinne
Był synem Edwarda, dyspozytora parowozowni, i Wandy z domu Hanel. W czerwcu 1944 roku ożenił się z Wandą Olszańską (1908–1995). Nie mieli dzieci.

## Upamiętnienie
W lewej nawie kościoła św. Jacka przy ul. Freta w Warszawie odsłonięto w 1980 roku tablicę Pamięci żołnierzy Armii Krajowej, cichociemnych – spadochroniarzy z Anglii i Włoch, poległych za niepodległość Polski. Wśród wymienionych 110 poległych cichociemnych jest Stanisław Winter.